# Il tempo della guerra
Il tempo della guerra (Czas pogardy, lett. Il tempo del disprezzo) è il secondo romanzo della Saga di Geralt di Rivia (Saga o wiedźminie) scritta dallo scrittore polacco Andrzej Sapkowski. Venne pubblicato per la prima volta nel 1995, mentre è arrivato sul mercato italiano solo nel gennaio 2013 per opera di Editrice Nord.

## Trama
La tensione tra i Regni del Nord e l'Impero di Nilfgaard è elevatissima: alla frontiera della Lyria le schermaglie e gli incidenti con le truppe imperiali sono all'ordine del giorno; nella Redania è stato giustiziato un barone che tramava con emissari dell'imperatore; a Kaedwen gli scontri con gli Scoia'tael si fanno sempre più feroci; i maghi si stanno radunando in assemblea sull'isola di Thanedd e nel Regno di Temeria invece corre voce che la morte della principessa Cirilla di Cintra fosse stata confermata.
Nel frattempo Geralt si reca a Dorian, all'ufficio legale di Codringher e Fenn per avere più informazioni sul misterioso Rience. Purtroppo, nonostante i suoi sforzi, Codringher non ha scoperto granché ma è arrivato a sospettare che Rience sia un agente al servizio di un mago; inoltre l'avvocato avverte lo strigo che anche i servizi segreti dei regni del nord stanno cercando Ciri e che, per ora, li ha fermati divulgando false notizie sulla sua morte. Geralt incarica Codringher di studiare le vecchie profezie elfiche perché probabilmente legate alla bambina, quindi parte alla volta del borgo di Anchor: secondo le informazioni del giurista infatti, Yennefer e Ciri sono dirette a Gors Velen ma sono inseguite da tre sicari guidati da Ralf Blunden detto "Il professore". Una volta intercettati e sconfitti, lo strigo si reca a Hirundum.
Intanto Yennefer e Ciri si trovano a Gors Velen. Prima di recarsi a Thanedd, dove Yennefer parteciperà alla riunione dei maghi e Ciri frequenterà la scuola di Aretuza, decidono di fermarsi per un po' nella città portuale. Yennefer incontra Giancardi Molnar, un banchiere dei nani amico della maga, mentre Ciri invece viene affidata a Fabio Sachs, un dipendente di Molnar, e insieme a lui visita la città. Durante la loro escursione, due maghe, Tissaia de Vries e Margarita Laux-Antille, scambiano Ciri per una delle studentesse "fuggite" di recente da Aretuza e si prodigano per riportarla all'accademia. Inizialmente le due streghe non credono alla versione di Ciri ma, su insistenza di Fabio, le due vengono condotte alla banca dove incontrano Yennefer e Giancardi che confermano la veridicità della storia. Le maghe quindi si riuniscono in una locanda e ne approfittano per rilassarsi e divertirsi prima di affrontare l'assemblea di Thanedd. Quando Ciri scopre che Hirundum si trova a poche miglia dalla città portuale, sfrutta la distrazione delle maghe per defilarsi e andare ad incontrare Geralt un'ultima volta, prima dell'inizio dei suoi studi. Durante il viaggio, la bambina viene inseguita dalla Caccia Selvaggia, un'orda di spettri che vaga per il cielo e che è considerato come un presagio di sventura: solo l'intervento tempestivo di Yennefer, alle porte di Hirundum, impedisce ai fantasmi di catturare Ciri. Subito dopo Ciri finge uno svenimento; mentre riprende le forze incontra per la prima volta Ranuncolo, l'amico di Geralt, la maga e lo strigo s'incontrano per la prima volta dopo più di due anni e si riappacificano, avendo trovato nella ragazza un'altra cosa in comune per cui vivere.
La sera prima dell'assemblea i maghi presiedono ad un ricevimento ad Aretuza e Yennefer convince Geralt a farle da accompagnatore. Geralt capisce ben presto che gli stregoni vogliono legarlo ai loro giochi di potere; lo strigo viene avvicinato prima da Dijkstra, la spia di Re Vizimir di Redania, poi da Filippa Eilhart e infine da Vilgefortz, un membro del Capitolo nonché eroe della battaglia di Sodden, che gli offre addirittura la possibilità di diventare un mago in cambio della sua lealtà. Geralt rinnova la sua decisione di rimanere neutrale e, dopo il ricevimento, lui e Yennefer si ritirano nelle loro stanze per vivere una notte di passione. L'impellente bisogno di urinare e lo scrupolo di non far appassire i magnifici fiori del balcone portano lo strigo nel cortile, nel posto sbagliato al momento sbagliato: sull'isola è in atto un Putsch.
La fazione capeggiata da Filippa Eilhart, lealista verso i Re del Nord, aiutata da agenti redaniani guidati da Dijkstra, sta arrestando tutti i maghi “traditori”, capeggiati da Vilgefortz, rei di volersi schierare con l'Impero di Nilfgaard. Geralt inizia quindi una disperata ricerca di Yennefer e Ciri, la quale è stata portata al cospetto dei maghi in uno stato di trance durante la quale ha preannunciato la disfatta dei regni del Nord. La situazione sull'isola degenera rapidamente: Tissaia rifiuta di schierarsi con i golpisti e libera i prigionieri; durante la battaglia tra maghi, un nutrito contingente di Scoia'tael, agli ordini di Vilgefortz, irrompe nel palazzo provocando un bagno di sangue. Ciri si ritrova braccata dagli elfi, da Rience e da Cahir Mawr Dyffryn aep Ceallach, il cavaliere dall'elmo alato che tormenta i suoi sogni da troppo tempo: la ragazza arriva ad affrontarlo e a sconfiggerlo grazie all'addestramento da strigo ricevuto a Kaer Morhen, ma decide di risparmiarlo dopo aver visto per la prima volta il suo viso da giovane impaurito. 
Messa alle strette dallo stesso Vilgefortz che brama la sua cattura per ottenere il favore dell'imperatore, Ciri varca il portale di Tor Lara, la Torre dei Gabbiani, l'edificio più alto di Thanedd, mentre Geralt copre la sua fuga affrontando lo stregone.
Il duello è impari e lo strigo viene sconfitto e gravemente ferito. Si salverà dalla morte sole grazie all'aiuto di Tissaia e di Triss Merigold (anche lei membro dei ribelli in quanto fedele consigliera di Re Foltest) che li teletrasportano dalle driadi, nella foresta di Brokilon.
Settimane dopo, al termine della convalescenza, Ranuncolo raggiunge la foresta e aggiorna Geralt sulle tristi novità.
Mentre a Thanedd si attuava il colpo di Stato, Re Vizimir di Redania è assassinato e il suo regno è ora nel caos. Contemporaneamente il regno di Aedirn ha attaccato la fortezza imperiale di Glevitzingen; pertanto l'imperatore di Nilfgaard, Emhyr var Emreis, accettando la provocazione, ha invaso in risposta i regni di Lyria e Aedirn. In poche settimane i due reami sono stati sconfitti e occupati mentre Re Demawend è fuggito nella Redania. Re Ervyll di Verden ha reso omaggio feudale all'imperatore consegnandogli il controllo della foce del fiume Jaruga in cambio del trono. Ciò ha bloccato ogni iniziativa di Foltest che si trova costretto ad accettare la pace tra Temeria e Nilfgaard, mentre Kaedwen occupa la parte settentrionale di Aedirn, spartendo il paese con l'impero. Viene anche tollerata la nascita del piccolo regno elfico di Dol Blathanna (La valle dei fiori), che viene affidato alla maga Francesca Findabair: come compromesso con Nilfgaard, la nuova regina è costretta a condannare l'operato degli Scoia'tael. Di Yennefer si sono perse le tracce dal Colpo di Thanedd, mentre Tissaia si è suicidata poco dopo.
Ciri invece, pare sia finita nelle grinfie di Emhyr var Emreis, ma in realtà la presunta Ciri portata a Nilfgaard non è altro che un'impostora che Rience, Vilgefortz e Cahir hanno consegnato ai nilfgaardiani nella speranza di ingannare il sovrano e ottenere comunque il suo favore. L'imperatore non cade nel tranello e ordina al comandante dei reparti speciali, Stefan Skellen e al capo dei suoi servizi segreti, Vattier de Rideaux, di trovare la vera erede di Cintra e di punire i tre traditori. Allo stregone Xarthisius invece affida l'incarico di aiutare i suoi due uomini a localizzare Ciri con la massima precisione possibile.
In realtà Ciri si trova nel deserto del Korath, chiamato anche il "Forno", dopo aver varcato il portale mal funzionante di Tor Lara. Ella riesce a sopravvivere alle privazioni del deserto grazie all'aiuto di un unicorno, ma al limitare della distesa arida viene catturata da una banda di soldati e avventurieri. Costoro la riconoscono come la bambina tanto desiderata dall'imperatore, e immediatamente si affrettano per consegnarla al Prefetto imperiale. Durante una sosta in un villaggio, tuttavia, hanno la sfortuna d'imbattersi nei Nissir che hanno fatto loro prigioniero uno dei temibili Ratti, i fuorilegge che da tempo terrorizzano la regione. La sosta si conclude in tragedia: i Ratti infatti attaccano la cittadina per recuperare il loro compagno e nella fuga uccidono tutti i membri delle due bande. Ciri finisce nelle loro mani ma anziché ucciderla o allontanarla, le propongono di unirsi a loro. Non avendo dove andare, la ragazzina accetta di entrare nel gruppo con lo pseudonimo di Falka.

## Edizioni
- Andrzej Sapkowski, Il tempo della guerra, traduzione di Raffaella Belletti, Editrice Nord, 2013,  p. 434, ISBN 978-88-429-2109-7.